# اندرو بلیک (کارگردان)
اندرو بلیک (انگلیسی: Andrew Blake؛ زادهٔ ۱۹۴۷) کارگردان، فیلم‌نامه‌نویس و تهیه‌کننده اهل ایالات متحده آمریکا است.